# WASP-1b
WASP-1b とは、アンドロメダ座の方角にある太陽系外惑星（ホット・ジュピター）で、太陽系から1000光年以上離れた位置にある恒星WASP-1を公転している。発見チームは、ラ・パルマ島での惑星探査計画へのガラフィア地域のサポートを称えて、惑星にガラフィア1 (Garafia-1) という別名を与えた。

## 観測
食検出法で惑星を探査していたスーパーWASP計画は、2004年のサーベイ結果を分析し、アンドロメダ座の恒星に惑星が存在する可能性があることを突き止めた。2006年にはオート＝プロヴァンス天文台の1.93m望遠鏡に取り付けられた分光観測装置SOPHIEを用いた観測が行われ、惑星の公転が引き起こす恒星の視線速度の変化を確認した。これにより惑星の存在は裏付けられ、惑星とその主星はそれぞれWASP-1bとWASP-1と命名された。
WASP-1bは別の恒星を回る惑星WASP-2bとあわせて2006年に公表された。この2つはWASP計画が報告した最初の系外惑星であり、同時にイギリス主導の観測計画で発見された最初の惑星でもあった。

## 性質
WASP-1bは木星の0.9倍の質量を持つ巨大ガス惑星だが、太陽系のガス惑星とは異なり恒星の至近距離を2.5日で一周している。このような惑星は最初の系外惑星であるペガスス座51番星bの発見以来数多く発見され、ホット・ジュピターと呼ばれている。
WASP-1bが食を起こす際に遮る恒星の光の割合から、惑星の半径は木星の1.5倍と推定されている。質量と半径から計算される平均密度は0.33g/cm3で、木星の1.3g/cm3や土星の0.7g/cm3と比べてかなり低い。WASP-1bはこの種の低密度の系外惑星としては3番目に発見された天体だったが、その後、食検出法によるホットジュピターの観測が進むと、低密度のホット・ジュピターは珍しい存在ではないことが知られるようになった。